# Georgy Girl
A Georgy Girl 1966-ban bemutatott brit romantikus filmdráma, amelyet Silvio Narizzano rendezett. A forgatókönyvet Margaret Forster azonos című regénye alapján Forster és Peter Nichols készítette. A főbb szerepekben Lynn Redgrave, Alan Bates, Charlotte Rampling és James Mason. 1966. október 21-én mutatták be az Egyesült Királyságban, magyar bemutató dátuma nem ismert. A produkciót négy BAFTA-, hat Golden Globe- és négy Oscar-díjra jelölték. A jelölésekből Lynn Redgrave nyerte el a legjobb női főszereplőnek járó Golden Globe-díjat.

## Cselekmény
Georgy egy 22 éves nő a londoni munkásosztályból. Zeneileg tehetséges, jól képzett és fanyar bájjal rendelkezik, emellett találékony és szereti a gyerekeket. Georgina szülei a sikeres üzletember, James Learnington alkalmazásában állnak. A 49 éves férfinak kemény és szeretet nélküli gyerekkora volt, végignézte Georgina felnőtté válását, és apja helyett apjaként támogatta. Azonban Georgy nővé válásával Learnington érzései megváltoznak. Felajánl neki egy szerződést, amely lehetővé teszi Georgy számára, hogy fényűző életet éljen, ha a szeretője lesz, de Georgy visszautasítja.
Georgy szobatársa és legjobb barátnője a felszínes Meredith, aki Georgyra úgy tekint, mint egy fizetetlen asszisztensre. Amikor Meredith teherbe esik barátjától, Jos Jonestól, összeházasodnak. Jos gyorsan kiábrándul Meredithből, és titkos viszonyt kezd Georgyval. Meredith lányt szül, de örökbe akarja adni a kisbabát, és elválik Jostól. Jos és Georgy együtt maradnak a lakásban, és vigyáznak a babára, aki a Sara nevet kapta. Hamarosan kiderül, hogy Georgynak fontosabb a gyermek, mint a Jossal való kapcsolata. Jos rájön, hogy nem érdekli a családi élet, és véget vet a Georgyval való kapcsolatnak. Most, hogy Georgy egyedül neveli a gyermeket, az ifjúságvédelmi hivatal megpróbálja elvenni tőle a gyermeket.
Közben Learnington felesége meghal. Most már be tudja vallani érzéseit Georgy iránt, és megkéri a kezét, amit a lány elfogad. A legjobbat akarja a gyermeknek, és házasságot köt a férfival.

## Szereplők
| Szerep                   | Színész            |
| ------------------------ | ------------------ |
| Georgina „Georgy” Parkin | Lynn Redgrave      |
| James Leamington         | James Mason        |
| Jos Jones                | Alan Bates         |
| Meredith                 | Charlotte Rampling |
| Ted Parkin               | Bill Owen          |
| Doris Parkin             | Clare Kelly        |
| Ellen Leamington         | Rachel Kempson     |
| Peg                      | Denise Coffey      |
| védőnő                   | Dorothy Alison     |
| nővér                    | Peggy Thorpe-Bates |
| nővér                    | Dandy Nichols      |
| eladó                    | Terence Soall      |
| Sarah, a kisbaba         | Ian Dunn           |

## Fogadtatás

### Kritikai visszhang
A filmet jól fogadta a filmkritika. A Rotten Tomatoeson 83%-os minősítést ért el 12 vélemény alapján. Emmanuel Levy szerint: „A Georgy Girl című bájos vígjáték, amely a hatvanas évek Londonjának ingadozó erkölcseit tükrözi, nem túl korszerű, de a színészi játék jó, különösen a főszereplő Lynn Redgrave és James Mason a mellékszerepben.” Wendy Michener a Maclean's Magazine-tól azt írta: „A Georgy Girl a vígjátékok életvidám iskolájából való, Lynn Redgrave pedig megállás nélkül mókázik, és Joyce Grenfell mimikai tehetségéről tesz tanúbizonyságot.” Pauline Kael a The New Republictól azt írta: „Még a kellemetlenség, a tanácstalanság érzése is elpárolog, mert mindez triviálissá válik - Georgy fájdalma éppúgy, mint fényes megjegyzései.”

### Bevételi adatok
A The Numbers szerint a film 16.8 millió dollárso bevételt ért el, a költségvetésről nincs adat.

## Fontosabb díjak és jelölések
| Esemény                              | Díj              | Kategória                                                      | Eredmény |
| ------------------------------------ | ---------------- | -------------------------------------------------------------- | -------- |
| 20. BAFTA-gála                       | BAFTA-díj        | Legjobb brit színésznő – Lynn Redgrave                         | Jelölve  |
| 20. BAFTA-gála                       | BAFTA-díj        | Legjobb díszlet                                                | Jelölve  |
| 20. BAFTA-gála                       | BAFTA-díj        | Legjobb operatőr                                               | Jelölve  |
| 20. BAFTA-gála                       | BAFTA-díj        | Legjobb brit film                                              | Jelölve  |
| 16. Berlini Nemzetközi Filmfesztivál | OCIC-díj         | OCIC-díj                                                       | Elnyerte |
| 16. Berlini Nemzetközi Filmfesztivál | Arany Medve      | Arany Medve                                                    | Jelölve  |
| 24. Golden Globe-gála                | Golden Globe-díj | Legjobb idegen nyelvű film (angol)                             | Jelölve  |
| 24. Golden Globe-gála                | Golden Globe-díj | Legjobb női főszereplő (vígjáték vagy musical) – Lynn Redgrave | Elnyerte |
| 24. Golden Globe-gála                | Golden Globe-díj | Legjobb férfi főszereplő (vígjáték vagy musical) – Alan Bates  | Jelölve  |
| 24. Golden Globe-gála                | Golden Globe-díj | Az év felfedezettje – Lynn Redgrave                            | Jelölve  |
| 24. Golden Globe-gála                | Golden Globe-díj | Az év felfedezettje – Alan Bates                               | Jelölve  |
| 24. Golden Globe-gála                | Golden Globe-díj | Legjobb eredeti betétdal ("Georgy Girl")                       | Jelölve  |
| 39. Oscar-gála                       | Oscar-díj        | Oscar-díj a legjobb női főszereplőnek – Lynn Redgrave          | Jelölve  |
| 39. Oscar-gála                       | Oscar-díj        | Oscar-díj a legjobb férfi mellékszereplőnek – Alan Bates       | Jelölve  |
| 39. Oscar-gála                       | Oscar-díj        | Legjobb operatőr (fekete-fehér)                                | Jelölve  |
| 39. Oscar-gála                       | Oscar-díj        | Legjobb eredeti dal ("Georgy Girl")                            | Jelölve  |